# Kobusynaptops pustulosus
Kobusynaptops pustulosus es una especie de coleóptero de la familia Attelabidae.

## Distribución geográfica
Habita en Japón.